# 헤클러운트코흐 G3
헤클러 운트 코흐 3호 소총(독일어: Heckler & Koch Gewehr 3; HK G3 헤클러 운트 코흐 게베어 드라이; 하카 게 드라이[*])는 헤클러&코흐사에 의해 개발된 전투소총이다. 1959년 독일군의 주력 제식소총으로 채용되었다. 독일 외에도 많은 나라에서 채용하였다. 또한 미국도 베트남전쟁 전에 잠시 사용되었다. 7.62 × 51 mm NATO 탄을 사용한다.

## 파생형

### 직계 파생 모델
- HK G3
- G3A1
- G3A2
- G3A3
- G3A3A1
- G3A4
- G3A4A1
- G3KA4
- G3KA4A1
- G3A5
- G3A6
- G3A7

### 다른 국가의 군사용 모델
- Gv M/75
- AG-3
- AG-3F1
- Ak 4
- DIO G3 Bullpup
- G3A7A1
- G3P4

### 특화형 모델
- G3TGS - 간단하게 G3와 79 40 mm 유탄발사기를 결합한 모델을 가리킨다. TGS는 "Tragbares Granat System(영어: portable grenade system)"의 두문자어이다.
- G3A3ZF - G3A3에 광학 조준경을 장착한 모델을 가리킨다. ZF는 "Zielfernrohr(Telescope sight)"의 두문자어이다.
- G3SG/1 - G3A3를 저격형소총으로 개량한 모델이다. PSG1과 MSG90과는 달리 자동사격이 가능하다.
- MSG3
- PSG1 - 경찰 부대의 저격수를 위한 대테러전에 특화형 반자동 저격총이다.
- MSG90 - PSG1를 군사용에 적합하도록 조절된 모델이다.

### 경찰 및 민간 모델
- HK41
- HK91
- HK911
- SR9
- G3A1
- HK51
- PTR 91F

## 사용 국가

### 예전 사용 국가
- 콜롬비아: 갈릴 소총으로 교체.
- 도미니카 공화국
- 프랑스: MAS에서 면허생산.
- 아이티
- 필리핀
- 스웨덴: G3A2/A3를 AK-4란 이름으로 면허생산. AK는 스웨덴어로 Automatkarbin의 약자다. 2가지 변형이 있는데, 에임포인트 조준경을 장착한 AK4B와 4배율 광학조준경을 장착한 AK4OR이다. 현재는 FN FNC를 면허 생산한 AK-5로 교체되었다.
- 영국: L100A1이란 이름으로 사용.

### 현재 사용국
NATO 회원국
- 덴마크: Gv m/75란 이름으로 사용하고 있다. M16의 캐나다 생산형인 C7(Gv m/95) 및 C8(Gv m/96)로 교체 중이다.
- 에스토니아: 스웨덴에서 생산된 AK-4를 사용하고 있다.
- 그리스
- 아이슬란드
- 라트비아
- 리투아니아
- 노르웨이
- 포르투갈: M/61이란 이름으로 면허생산하여 사용하고 있다.
- 튀르키예: G3A7을 정식 면허생산으로 사용하고 있다.
- 미국: 주로 네이비 씰에서 사용한다.
- 독일: G3A3 등 변형을 사용 중이다.

NATO 비회원국
- 알바니아
- 방글라데시
- 볼리비아
- 브라질
- 칠레
- 키프로스
- 엘살바도르
- 이란
- 인도네시아
- 케냐
- 쿠웨이트
- 멕시코
- 미얀마
- 나이지리아
- 파키스탄
- 페루
- 사우디아라비아
- 수단
- 태국

## 사진

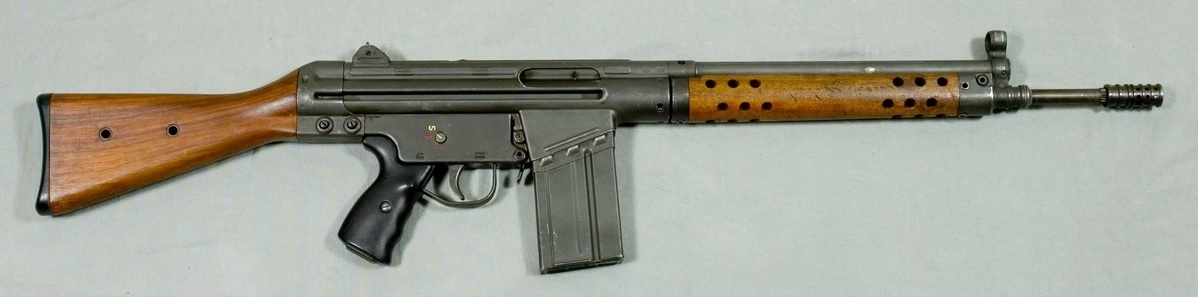
G3A3
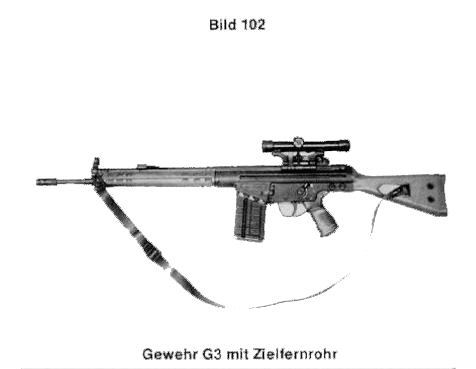
G3A3 ZF
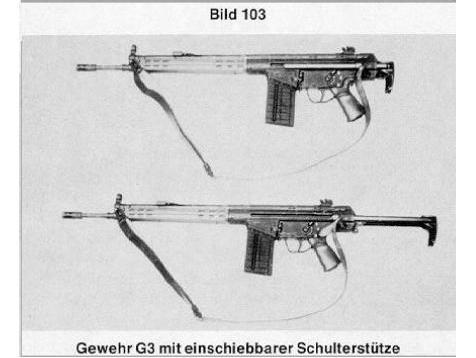
G3A4
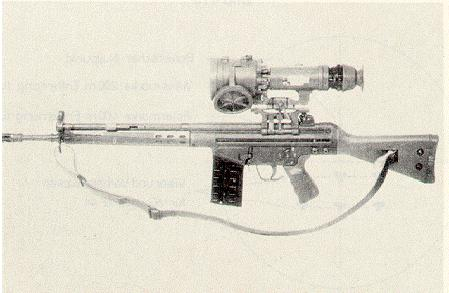
야시경이 장착된 G3A3
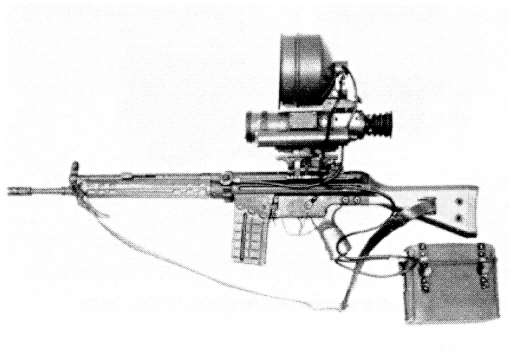
적외선 스코프가 장착된 G3A3
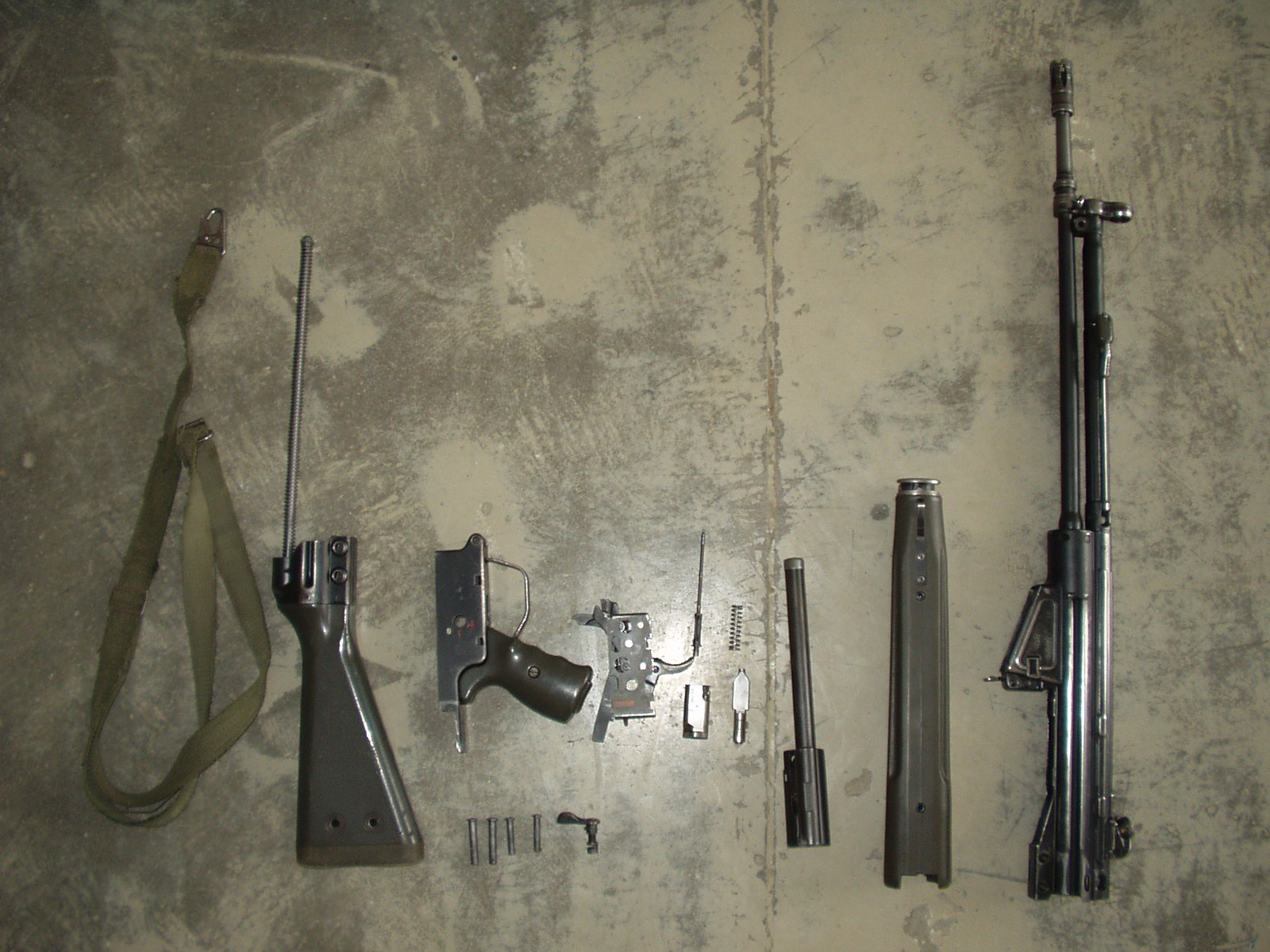
분해된 상태
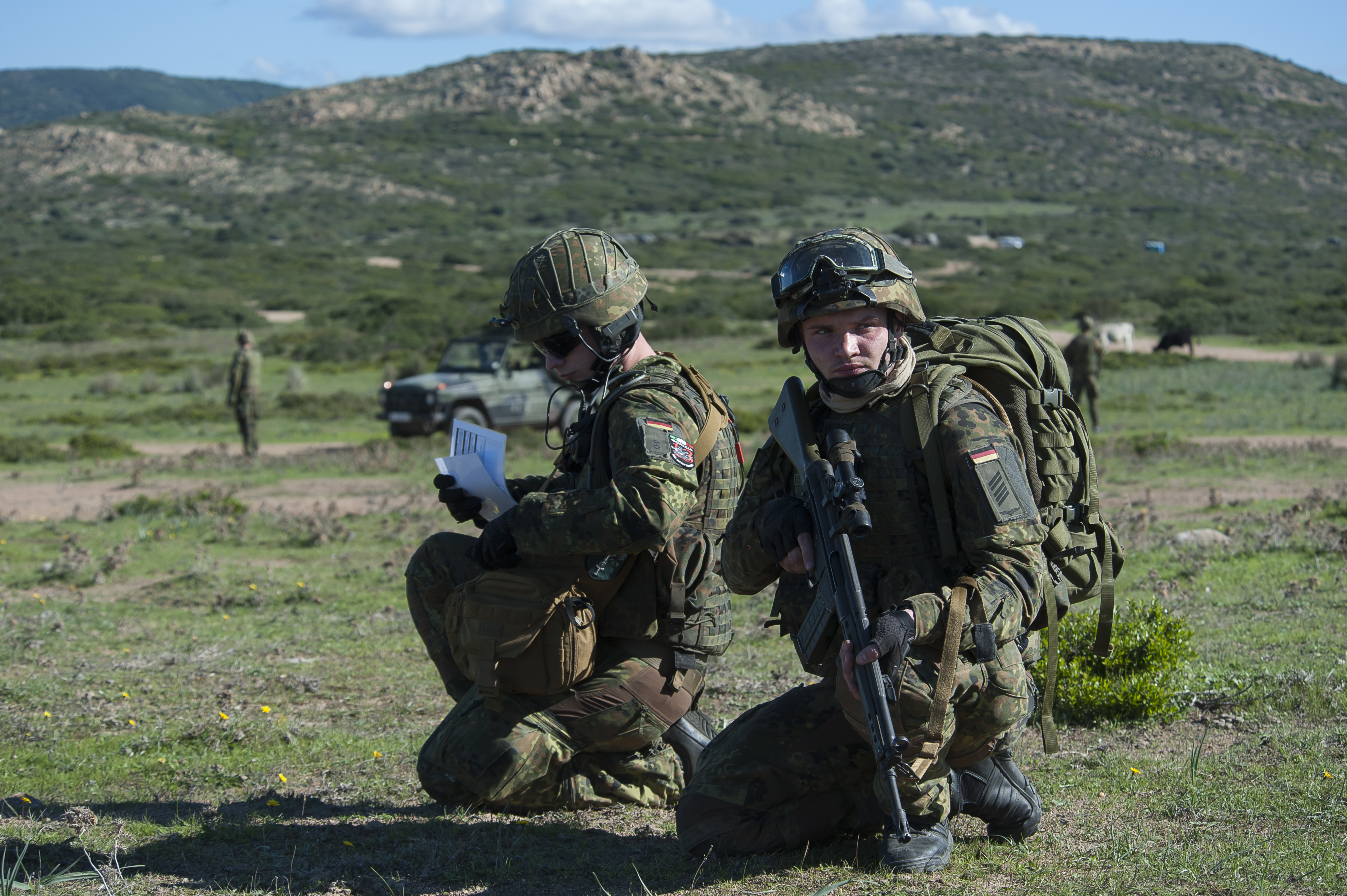
G3A3 ZF를 가질 독일 육군의 지정사수팀
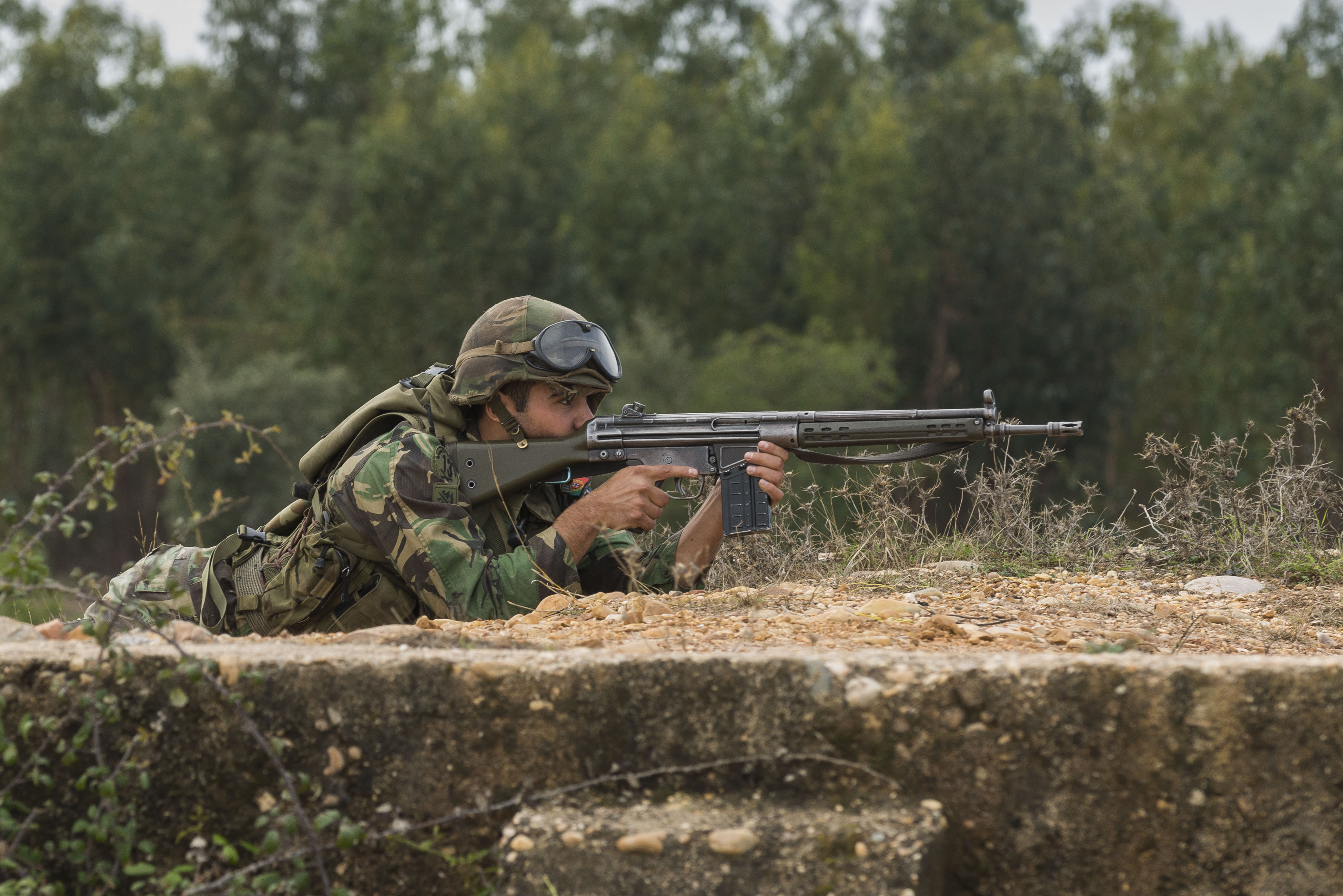
G3소총으로 무장한 포르투갈육군 병사
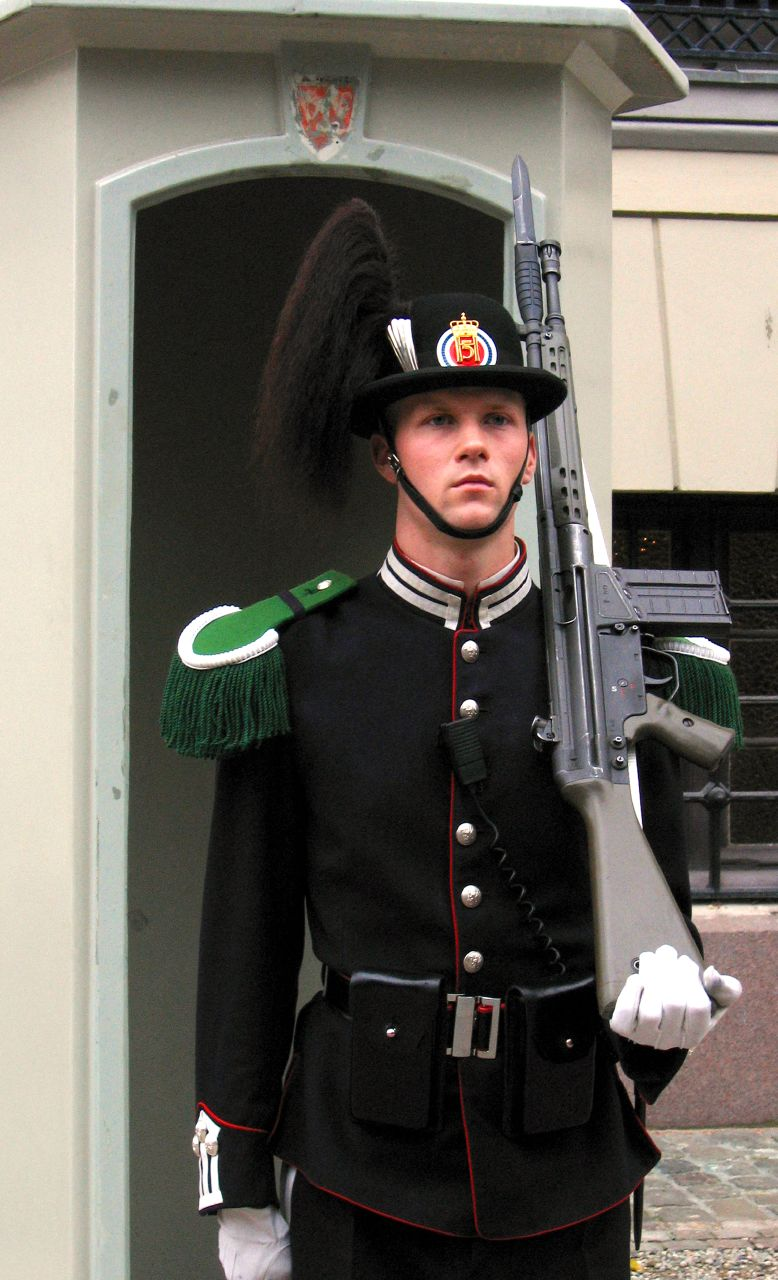
AG-3를 가질 노르웨이의 근위병
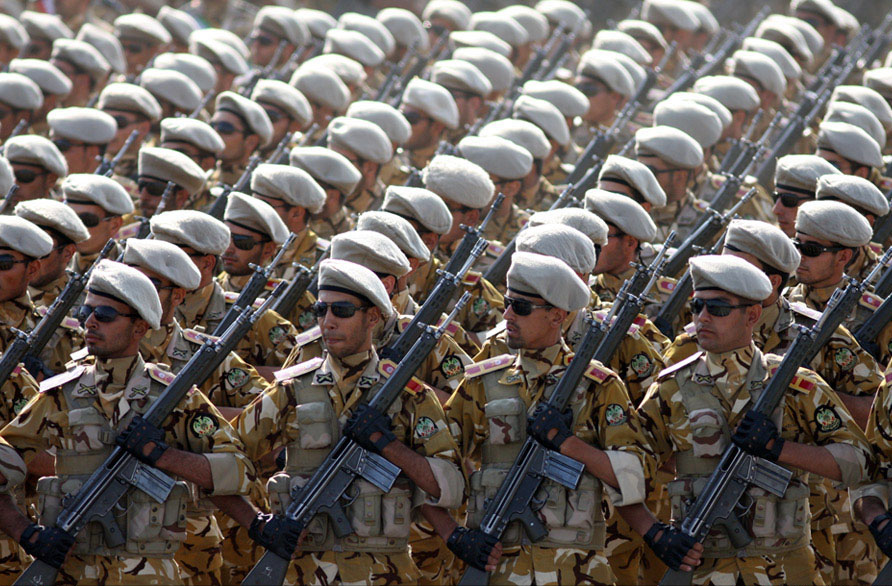
G3A6로 가질 이란 육군병사들
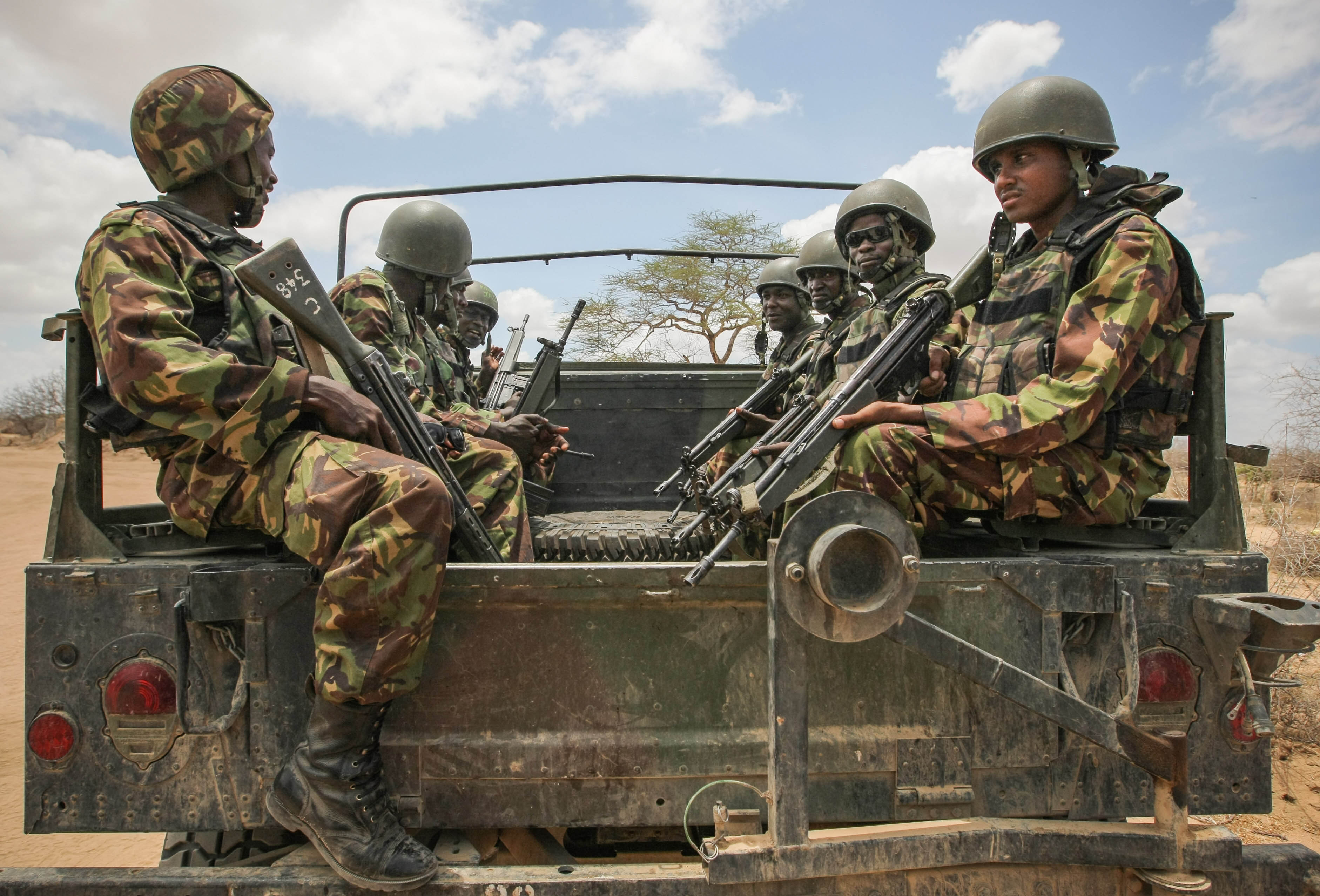
G3로 무장한 케냐 병사들
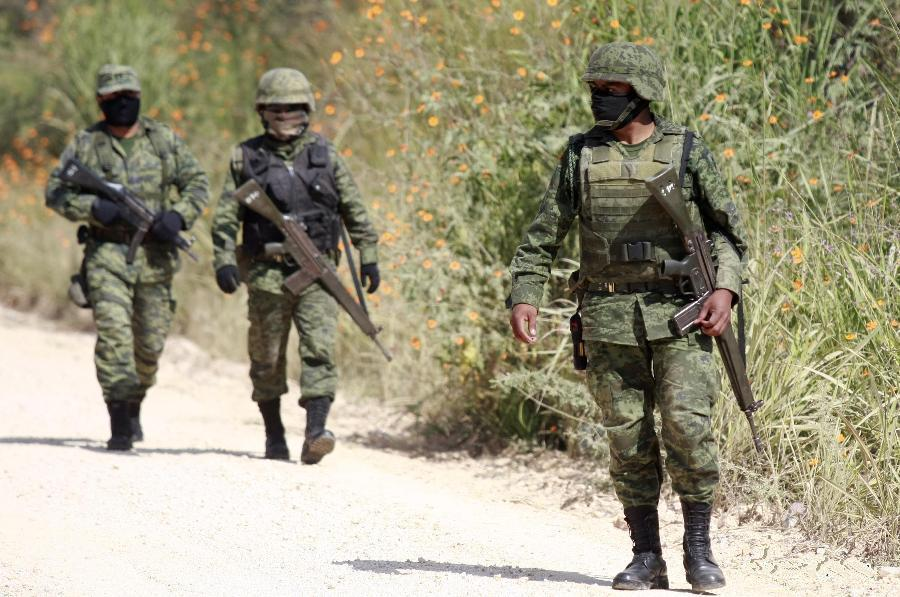
순찰중인 멕시코 병

## 대중문화
- PC Game 콜 오브 듀티 4 모던 워페어에도 등장한다
- Online game 'OPERATION7'(오퍼레이션7)에도 G3A3이 등장한다.
- PC/XBOX 360 게임 레프트 4 데드 2에 등장한다.
- PC Game A.V.A에 라이플맨 기본총기로 등장한다.
- 로블록스의 팬텀포스라는 슈팅게임에 높은 레벨에 잠금 해제 할 수 있는 총으로 등장한다.

## 같이 보기
- FN FAL
- M14 소총